# キッズライン
キッズライン♡Kids Line（英: Kids Line）は、日本のキッズ系YouTuberである。日本国内で初めて登録者数1000万人を突破し、YouTubeより「ダイヤモンドクリエイターアワード」を受賞。
「こうくん・ねみちゃん」が主に出演しており、玩具やお菓子のレビュー、寸劇、ゲーム実況、オリジナルアニメ等、親子で楽しめる動画を日々公開している。

## 来歴
- 2011年にチャンネル開設。「育児中の“ほっと一息タイム”に活用していただいたり、おもちゃを購入する際の参考にしていただいたり。世界中の子育て世代のお役に立ちたい」という想いが込められている。
- 2018年9月21日に「HikakinTV」を抜いて日本第2位のチャンネル登録者数になるも、その後登録者数を非公開にする。
- 2020年8月、日本初の登録者数1,000万人を証明するダイヤモンドクリエイターアワード（ダイヤモンドの盾）をYouTubeから受け取ったことを公表し[3]、自チャンネルで登録者数の「公開式」を実施した[4]。1200万人を超えチャンネル登録者数を公開しているチャンネルとしては日本国内で最も多い登録者数であることを発表した[5]。
- 一番再生された動画「アイス屋さんごっこ」の再生回数は2021年2月24日に6億回を突破、チャンネル総再生回数は101億1千万回を超える（2021年2月時点）。

### 1000万人突破公開の経緯
- 登録者1000万人突破の発表にあたり、運営者は次の通りコメントしている。「子育ての役に立ちたいとの思いから、はじめたのがYouTubeチャンネルでした。応援してくれた皆さんのおかげでGoogleからダイヤモンドクリエイターアワードを頂きましてとても嬉しいです。世界中の子育て世帯の皆さんと一緒に頂いた賞だと思っています。これからも日本や世界の子どもたちのために発信し、未来の子どもたちのための取り組みにも積極的に行っていきたいと思います！」[6]
- 2020年8月8日に更新された動画「1000万人達成!!ダイヤモンドの盾いただきました！ダイヤモンドクリエイター」によると、登録者数1000万人を達成したのは2019年8月16日頃のことで、ダイヤモンド盾が届いたのは同年12月であった。動画の最後で、「炎上が怖くて、公表するかとても悩んでいたところ 参観会で、廊下に将来なりたいものの絵が貼り出されていました。YouTuberの絵を描いている子がとても多い中、こうくんの絵もYouTuberでした。今まで小さかったこうくんねみちゃんは、YouTubeをやりたいとは言うものの、本人も気付かず無理をさせているのかもしれない、本当にYouTube撮影をやりたいのか、確信が持てずにいた私の背中を強く押してくれました」など、1000万の大台突破から1年後に公表した理由を説明している[6]。
- 運営者はTwitterで、「YouTubeクリエイターアワードは、盾の申請を行ってから盾が届く約4ヶ月間に3回ほど審査がありました」と明かしている[7]。

## オリジナルアニメーション
- 2019年4月より、キッズ向けアニメ「ハッピースマイル♡ドリーム おりがみにんじゃコーヤン」を自チャンネルで配信している。メインキャラクターの「コーヤンとネーミン」は、「キッズライン♡Kids Line」に登場する「こうくん・ねみちゃん」がモデルとなっており、可愛らしいキャラクターたちが繰り広げるストーリーは未就学児から楽しめる内容となっている[8]。「キッズライン Kids Line with Happy Smile Dream」としてJ:COMで放送されており[9]、テレビ東京系で放送中の子供向け番組「きんだーてれび」でも2020年4月7日から6月30日まで毎週火曜日に、同年10月1日から12月24日まで毎週木曜日に放送されていた[10]。
- 2020年7月より、オリジナルアニメの配信を開始[11]。こうくんとねみちゃんをモチーフにしたキャラクターが登場し、アニメならではのストーリーを展開。カラフルな世界観、魅力的なキャラクターとテンポの良いストーリーで、親子で一緒に楽しめる内容となっている。「こうくんとねみちゃんの実写動画やアンパンマン動画などのコンテンツに、更に次なるアニメが加わることで、今後さらに子どもたちからの人気が集まるのではないだろうか。」と期待が寄せられている[12]。

### 登場キャラクター
コーヤン
声 - 和泉風花

ネーミン
声 - 南波ゆき

ラブリン
声 - 下山吉光

イービルン
声 - 鈴木崚汰

### スタッフ
- 企画 - SCデジタルメディア[10]
- エグゼクティブプロデューサー - つぼぴー[10]
- プロデューサー - 佐藤至信、濱口たかし[10]
- 監督 - ホッチカズヒロ[10]
- CG監督 - 石川武[10]
- 音響効果 - 蓮子裕一[10]
- 音響監督・ミキサー - 柳智隆[10]
- クリエイティブディレクター - 長江努[10]
- アニメーション制作 - ディレクションズ[10]

## コラボレーション
- 2020年2月：Insta360 Japan株式会社が2020年2月3日に発売した親指サイズのカメラ「Insta360 GO特別版　ハローキティセット」のレビュー動画を自チャンネルで公開[13]。
- 2020年2月：WWFが主催する世界最大級の環境アクション「EARTH HOUR 2020」のサポーターズに就任[14]。
- 2020年7月：ラグビーワールドカップ2019 日本代表の田中史朗選手とのトレーニング動画を自チャンネルで公開[15]。
- 2020年8月：登録者数が1,000万人を突破したことを記念して、アニメキャラクターのプリントケーキ通販を行う「プリロール」とコラボレーション。キッズライン♡Kids Lineから生まれたYouTube発アニメ「おりがみにんじゃコーヤン」のオリジナルケーキとマカロンの発売を開始[16]。
- 2020年10月：渋谷区主催のイベント「渋谷防災キャラバン」にゲスト出演[17]
- 2021年1月：はじめしゃちょーのYouTubeチャンネルにゲスト出演[18]
- 2021年2月：フジテレビ「坂上どうぶつ王国」の猫好き王決定戦に出演